# Stéphane Frossard
Stéphane Frossard (* 5. Mai 1995 in Biel/Bienne, Kanton Bern) ist ein Schweizer Motorradrennfahrer.

## Statistik

### Erfolge
- 2020 – Französischer Supersport-Meister

### In der Supersport-Weltmeisterschaft
(Stand: Saisonende 2021)
| Saison | Team                   | Motorrad      | Rennen | Siege | Zweiter | Dritter | Poles | Schn. Runden | Punkte | Ergebnis |
| ------ | ---------------------- | ------------- | ------ | ----- | ------- | ------- | ----- | ------------ | ------ | -------- |
| 2016   | Team CMS               | Yamaha YZF-R6 | 1      | –     | –       | –       | –     | –            | 0      | 51.      |
| 2017   | Stef Racing Team       | Yamaha YZF-R6 | 1      | –     | –       | –       | –     | –            | 0      | 47.      |
| 2020   | Moto Team Jura Vitesse | Yamaha YZF-R6 | 2      | –     | –       | –       | –     | –            | 0      | –        |
| 2021   | Moto Team Jura Vitesse | Yamaha YZF-R6 | 18     | –     | –       | –       | –     | –            | 10     | 30.      |
| Gesamt | Gesamt                 | Gesamt        | 22     | 0     | 0       | 0       | 0     | 0            | 10     |          |